# Rete tranviaria di Ragusa
La rete tranviaria di Ragusa fu in esercizio nella città dalmata di Ragusa dal 1910 al 1970.

## Storia
La prima linea della rete, da Porta Pile al sobborgo di Gravosa, entrò in esercizio il 10 dicembre 1910; successivamente la linea fu prolungata fino alla stazione ferroviaria, e si aggiunse una seconda linea per Lapad.
La rete fu in esercizio fino al 20 ottobre 1970.